# 布拉尼米爾·舍戈塔
布拉尼米爾·「布蘭科」·舍戈塔（1961年6月8日—）是一名克羅地亞裔加拿大足球員，在場上司職前鋒。

## 生平

### 早年
舍戈塔出生於南斯拉夫聯邦克羅地亞的里耶卡，7歲時隨父母移居加拿大。

### 國家隊生涯
舍戈塔曾在1986年隨加拿大男足出戰1986年世界盃，並在三場小組賽中都上陣
。